# Высоково (Ардатовский район)
Высо́ково — деревня в Ардатовском районе Нижегородской области, входит в состав Кужендеевского сельсовета.

## Этимология
Названа по своему расположению на возвышенности.

## Географическое положение
Деревня Высоково находится на юго-западе Нижегородской области России, между автомобильными дорогами Ардатов — Дивеево и Ардатов — Атемасово. Деревня соединена просёлочными дорогами на севере с Ардатовым (расстояние 4 км), на северо-востоке — с деревней Беляево (2 км) и шоссе Ардатов — Атемасово (также 2 км), на западе с селом Кужендеево. К югу от деревни Высоково протекает безымянный ручей и имеются два небольших озера. Высота над уровнем моря около 180 метров.
Деревня Высоково, как и вся Нижегородская область, находится в часовой зоне МСК (московское время). Смещение применяемого времени относительно UTC составляет +3:00.

## Административная принадлежность
Деревня Высоково входит в состав Кужендеевского сельсовета Ардатовского муниципального округа Нижегородской области Российской Федерации.

## Климат
Деревня находится в зоне умеренно-континентального климата, который характеризуется холодной продолжительной зимой и тёплым, но достаточно коротким летом. За год выпадает в среднем 450—550 мм осадков, из них 68 % — в виде дождя и 32 % — в виде снега. Среднегодовая относительная влажность воздуха — 76 %. Снежный покров достигает 50 см, а в особо снежные зимы может достигать одного метра и более.
Весна приходит резко, обычно к середине апреля, при этом вплоть до середины мая нередки заморозки. Лето сравнительно короткое и достаточно жаркое — в отдельные годы температура может достигать 36 °C. Шапка лета приходится на июль. В конце весны и лета нередки грозы — их может случаться до 20 за год, почти каждый год выпадает град. Осень приходит в сентябре и стоит до начала ноября, но уже в сентябре нередки заморозки. Зима наступает в начале ноября и продолжается до середины марта. Обычно первый снег выпадает в октябре и держится в течение пяти месяцев, сходит к 10—15 апреля. Почва промерзает на глубину 70—90 см.
Вегетационный период составляет 189 дней, продолжительность безморозного периода — 137 дней.

## Население
| Численность населения | Численность населения | Численность населения | Численность населения | Численность населения | Численность населения | Численность населения | Численность населения | Численность населения | Численность населения | Численность населения |
| 1784                  | 1859                  | 1884                  | 1912                  | 1916                  | 1978                  | 1992                  | 1999                  | 2002                  | 2010                  | 2021                  |
| --------------------- | --------------------- | --------------------- | --------------------- | --------------------- | --------------------- | --------------------- | --------------------- | --------------------- | --------------------- | --------------------- |
| 138                   | ↗186                  | ↘150                  | ↗250                  | ↗256                  | ↘244                  | ↘126                  | ↗194                  | ↘173                  | ↘156                  | ↘131                  |

## Инфраструктура
В деревне 3 улицы: Запрудная, Молодёжная и Центральная.